# Safeguard Program

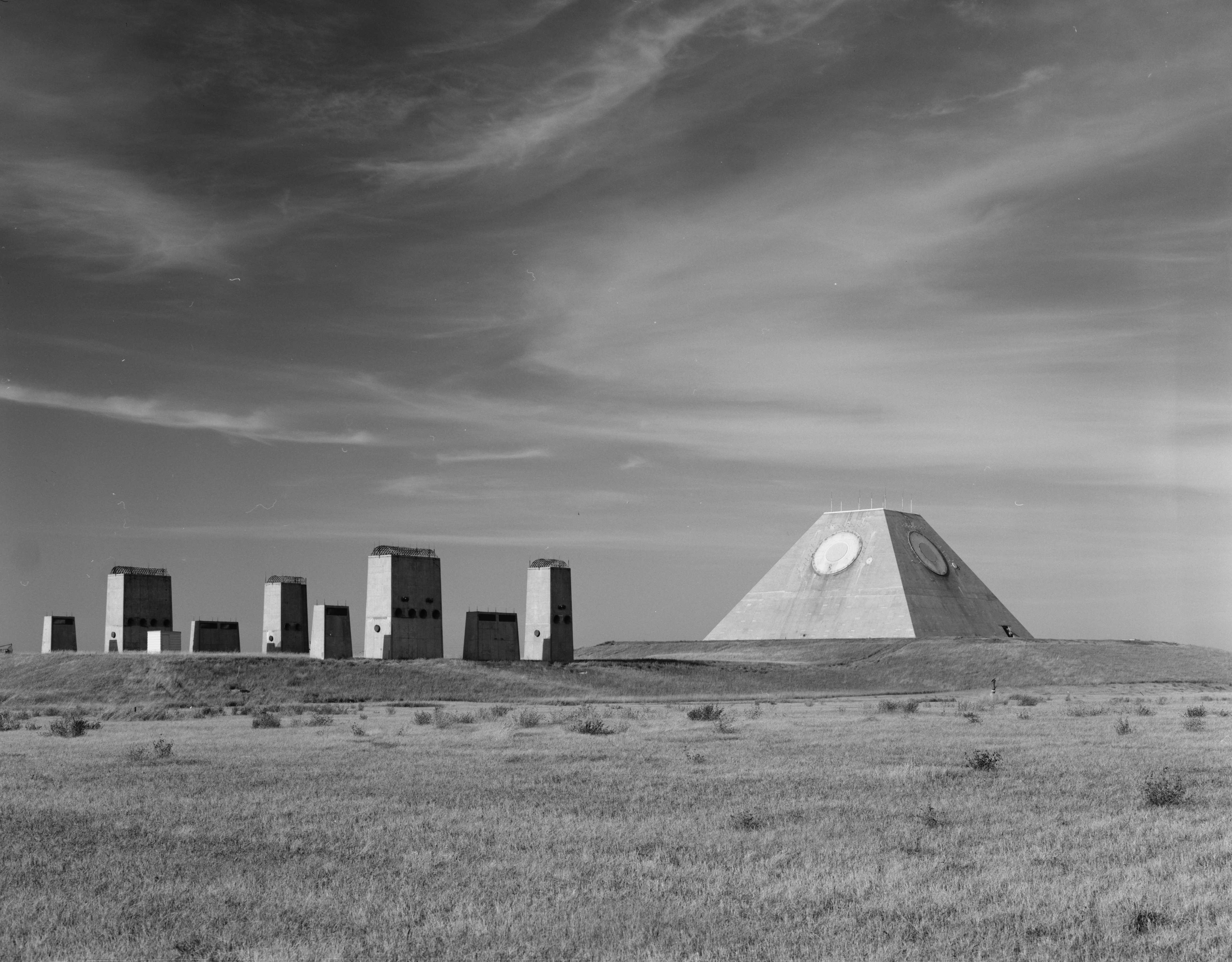
Tổ hợp radar tại Khu tổ hợp phòng thủ Safeguard Stanley R. Mickelsen, tòa nhà radar và điều khiển ngầm ở bên phải, nhà máy điện ngầm ở bên trái.

Safeguard Program là một hệ thống tên lửa chống tên lửa đạn đạo của Lục quân Hoa Kỳ được thiết kế để bảo vệ các giếng phóng tên lửa đạn đạo ICBM Minuteman của Không quân Mỹ khỏi các cuộc tấn công, từ đó giúp duy trì khả năng răn đe hạt nhân của Mỹ. Nó sẽ là công cụ chính để bảo vệ Mỹ trước lực lượng tên lửa đạn đạo tương đối nhỏ của Trung Quốc, trong khi có khả năng hạn chế thiệt hại trước các cuộc tấn công hạt nhân của Liên Xô. Trong khi đó một cuộc tấn công hạt nhân tổng lực của Liên Xô sẽ dễ dàng đánh bại hệ thống phòng thủ này. 
Safeguard là sự phát triển cuối cùng của một loạt thiết kế tên lửa phòng thủ tên lửa đạn đạo do Bell Labs phát triển, bắt đầu từ những năm 1950 với Nike Zeus. Đến năm 1960, người ta nhận thấy hệ thống Nike Zeus hầu như không thể bảo vệ trước một cuộc tấn công bằng ICBM có sử dụng mồi nhử. Một thiết kế mới xuất hiện, Nike-X, với khả năng đối phó với các cuộc tấn công hạt nhân bằng hàng trăm đầu đạn và hàng nghìn mồi nhử, nhưng chi phí của hệ thống này rất lớn. Một giải pháp thay thế là Sentinel program cung cấp khả năng phòng thủ trước các cuộc tấn công hạt nhân giới hạn. Sentinel bắt đầu được xây dựng vào năm 1968 nhưng vấp phải làn sóng phản đối dữ dội về việc các căn cứ của nó được đặt ở khu vực ngoại ô. Vào tháng 3 năm 1969, Tổng thống sắp nhậm chức Richard M. Nixon tuyên bố hủy bỏ chương trình Sentinel, đồng thời các căn cứ của hệ thống phòng thủ tên lửa sẽ được đặt cách xa khu vực dân cư.
Các cuộc bàn luận liên quan đến hệ thống tên lửa chống tên lửa đạn đạo tiếp tục diễn ra hơn một thập kỷ sau khi chương trình Safeguard được thành lập, vànhững lập luận chống lại một hệ thống như vậy đã được biết đến rộng rãi cả trong giới quân sự và dân sự. Trong giới quân sự, lập luận cơ bản nhất chống lại hệ thống Safeguard là việc bổ sung hệ thống ABM sẽ khiến Liên Xô phải chế tạo thêm ICBM để vượt qua hệ thống phòng thủ ABM, nhưng điều này cũng đúng nếu thay vào đó Mỹ chế tạo thêm ICBM. Lực lượng Không quân muốn chế tạo thêm nhiều tên lửa đạn đạo ICBM hơn là dựa vào hệ thống phòng thủ ABM do Lục quân phát triển, và Không quân Mỹ tiến hành vận động hành lang để chống lại Lục quân Mỹ tiếp tục triển khai Safeguard. Nixon vẫn tiếp tục ủng hộ chương trình ABM Safeguard bất chấp sự phản đối và phàn nàn về hiệu quả hạn chế, và lý do cho sự ủng hộ mạnh mẽ của ông vẫn là chủ đề tranh luận giữa các nhà sử học và nhà bình luận chính trị.
Trong suốt kỷ nguyên Bảo vệ, các cuộc đàm phán giữa Hoa Kỳ và Liên Xô, ban đầu do Tổng thống Lyndon B. Johnson khởi xướng vẫn tiếp tục. Hiệp ước chống tên lửa đạn đạo năm 1972 giới hạn Mỹ và Liên Xô mỗi nước có hai địa điểm ABM. Safeguard được thu hẹp quy mô triển khai ở các địa điểm ở Bắc Dakota và Montana, từ bỏ dự định triển khai tại Missouri và hủy bỏ tất cả các địa điểm đã được lên kế hoạch khác. Việc xây dựng hai căn cứ còn lại tiếp tục cho đến năm 1974, khi một thỏa thuận bổ sung giới hạn Liên Xô và Mỹ chỉ triển khai một địa điểm ABM duy nhất. Do đó, căn cứ Safeguard tại Montana bị bỏ hoang với radar chính đã hoàn thành một phần. Căn cứ còn lại ở Bắc Dakota, Căn cứ phòng thủ Stanley R. Mickelsen, bắt đầu hoạt động vào ngày 1 tháng 4 năm 1975 và hoạt động đầy đủ vào ngày 1 tháng 10 năm 1975. Vào thời điểm đó, Ủy ban Thẩm định Hạ viện đã bỏ phiếu hủy kích hoạt nó. Căn cứ này bị ngừng hoạt động vào ngày 10 tháng Hai năm 1976.

## Footnotes
1. ↑  "Safeguard Data-Processing System". The Bell System Technical Journal. 1975. Western Electric was the prime contractor for the Safeguard system and Bell Laboratories was responsible for the design
2. ↑  Lester W. Grau; Jacob W. Kipp (ngày 1 tháng 7 năm 2002). "Maintaining Friendly Skies: Rediscovering Theater Aerospace Defense". Aerospace Power. Although it was never fielded, it evolved into the Spartan missile.{{Chú thích tạp chí}}:  Quản lý CS1: nhiều tên: danh sách tác giả (liên kết)
3. ↑  John W. Finney (ngày 25 tháng 11 năm 1975). "Safeguard ABM System to Shut Down". New York Times. the utility of Safeguard to protect Minuteman will be essentially nullified in the future

## External links
- Unofficial website of the Stanley R. Mickelsen Safeguard complex
- FAS - Safeguard system
- Global Security - Malstrom ABM site
- The MSR is listed in the Historic American Engineering Record, survey ND-9-B.
- The PAR site is listed in the Historic American Engineering Record, survey ND-9-P.